# 首都高速10號晴海線
首都高速10號晴海線（日语：／ Shuto kōsoku 10 gō Harumi sen */?）為首都高速道路的路線之一。都市計畫道路的路線名稱為東京都市計畫道路 都市高速道路晴海線。
连接了湾岸线和丰洲、晴海地区、全區間與都道304號支線（有明通）並行。终点的晴海出入口和晴海通相接，是前往东京市区日比谷和银座方向的路線之一。
全線皆在週末大型貨車駛入限制基準的環七通內側，且終點晴海出入口也在限制區域內，因此每週週六晚上10點至周日早晨7點禁止大型貨車通行。

## 出入口
- 出入口編號欄背景色■為已開通區間。未開通設施欄的背景色■為未開通或暫稱區間。未開通區間皆為暫稱。
- 全線都位於日本東京都內。

| 出入口編號                     | 中文設施名 | 日文設施名 | 英文設施名 | 接續路線名         | 起點起計（公里） | 備註                           | 所在地 |
| ------------------------------ | ---------- | ---------- | ---------- | ------------------ | ---------------- | ------------------------------ | ------ |
| 都市高速道路晴海線（預定路段） |            |            |            |                    |                  |                                |        |
| 1002                           | 晴海出入口 |            |            | 晴海通（間接接續） | 0.0              | 灣岸線方向出入口 入口為ETC專用 | 中央區 |
| 1004                           | 豐洲出入口 |            |            | 有明通             | 1.2              | 灣岸線方向出入口               | 江東區 |
| -                              | 東雲JCT    |            |            | 首都高速灣岸線     | 2.7              |                                | 江東區 |

2018年（平成30年）3月10日開通、往灣岸線方向的晴海出入口，本線從高架轉入地下的地方之後將暫時連接平面道路，收費站設於豐洲入口收費站旁的本線上。未來往築地方向延伸時，將廢除灣岸線方向出入口，改設築地方向出入口。晴海大橋的現有設計可增建匝道與收費站，但目前延伸計畫仍不明。

## 歷史
以前「10號」在計畫階段稱作「高速練馬線」，但現在尚未動工。
- 1993年（平成5年）7月19日：都市計畫決定
- 2009年（平成21年）2月11日 : 豐洲出入口 - 東雲系統交流道開通（暫定2車道）
- 2018年（平成30年）3月10日 : 晴海出入口 - 豐洲出入口開通（暫定2車道）[3]。

## 交通量
24小時交通量（台）　道路交通調查
| 區間                        | 平成22（2010）年度 | 平成27（2015）年度 |
| --------------------------- | ------------------ | ------------------ |
| 晴海出入口 - 豐洲出入口     | 調査時未開通       | 調査時未開通       |
| 豐洲出入口 - 東雲系統交流道 | 8,718              | 10,189             |

（來源：「平成22年度道路交通センサス （页面存档备份，存于）」・「平成27年度全国道路・街路交通情勢調査 （页面存档备份，存于）」（國土交通省網頁））
- 令和2年度預定實施的交通量調査因嚴重特殊傳染性肺炎的影響而延期[4]。

## 延伸計畫
- 連接都心環狀線計畫（都市計畫階段）
  - 從晴海出入口往北延伸連接都心環狀線。晴海出入口以北為地下隧道，灣岸線→都心環狀方向在築地連接，都心環狀→灣岸線方向在新富町連接。從新富町往築地本願寺後方約600&公尺區間，已利用築地川（日语：築地川）流道建設隧道，但尚未啟用。
  - 2022年，配合都心環狀線日本橋一帶地下化的新京橋連絡路（暫稱）興建，新富町出口變更為往都心環狀線外回方向的入口，與晴海線及都心環狀線的連接也將改從銀座出入口附近連通江戶橋系統交流道（日语：江戸橋ジャンクション）方向[5]。本案將使得現在新富町出口往前的隧道失去用途。
  - 作為地域高規格道路的候補路線，有往都心環狀線以西延伸的都心新宿線（日语：都心新宿線）、多摩新宿線（日语：多摩新宿線）構想存在，但詳細計畫尚未定案。

- 東雲系統交流道往南延伸計畫（構想階段）
  - 都市計畫有將主線與匝道從東雲系統交流道（日语：東雲ジャンクション）往灣岸線以南延伸的計畫。現時沒有具體計畫，另外還有與調査中的第二東京灣岸道路（日语：第二東京湾岸道路）延伸區間連接的構想。

## 外部連結
- 首都高速道路株式會社 （页面存档备份，存于）